# Acroneuria grahami
Acroneuria grahami är en bäcksländeart som beskrevs av Wu, C.F. och Peter Walter Claassen 1934. Acroneuria grahami ingår i släktet Acroneuria och familjen jättebäcksländor. Inga underarter finns listade i Catalogue of Life.